# Шульц, Казимир
Казимир Шульц (пол. Kazimierz Szulc; 13 октября 1824 — 27 марта 1887) — польский историк, этнограф, публицист.

## Биография
В 1846 году по обвинению в нелегальной политической деятельности был приговорён властями Пруссии к восьми годам тюрьмы, в ходе революционных событий 1848 года был освобождён.
В 1856 году защитил диссертацию «О происхождении и местообитании древних иллирийцев» (лат. De origine et sedibus veterum Illyriorum).
Был инициатором создания в 1857 году Познанского общества друзей наук.
В связи с участием в Польском восстании 1863 года вновь приговорён к 1 году тюремного заключения, но после освобождения в феврале 1865 года сумел эмигрировать в Париж через Бельгию.
Работал директором польской школы в Париже и хранителем парижской библиотеки графов Чарторыйских.
В 1871 г. вернулся в Познань, в 1871—1872 гг. главный редактор газеты Dziennik Poznański.
Среди основных сочинений Шульца — работа «О главных представлениях и языческих обрядах нашего народа» (пол. О glównych wyobrażeniach i uroczystościach bałwochwalczych naszego ludu; 1857), написанная в ответ на сочинения И. Лелевеля «Честь язычества славян и Польши» и Р. Бервинского «Исследование о народной литературе».